# Université de Naples - L'Orientale
Pour les articles homonymes, voir IUO.
L'université de Naples  « L'Orientale » (officiellement, Università degli Studi di Napoli « L'Orientale ») est une université italienne, basée à Naples. Également connue sous le nom d’Istituto Universitario Orientale (IUO), elle a longtemps été une école spécialisée dans les langues orientales comme l'INALCO en France. Son origine remonte à 1732 (fondation du Collegio dei Cinesi par Matteo Ripa, missionnaire et artiste revenu de Chine), ce qui en fait une des plus anciennes universités dans cette catégorie.
Le siège de l'université « L'Orientale », et plus précisément le Département de l'Asie, de l'Afrique et de la Méditerranée, est le palais Saluzzo di Corigliano.

## Histoire[1]
Les origines de l'université de Naples  « L'Orientale » remontent à 1724 quand le missionnaire et artiste Matteo Ripa, de retour de Chine, fonde à Naples un centre de formation religieuse pour les jeunes chinois destinés à évangéliser leur pays d'origine, le Collegio dei Cinesi, reconnu officiellement par le pape Clément XII en 1732.
Dès l'origine, le Collegio dei Cinesi a en outre pour vocation de former des interprètes au service de la Compagnie d'Ostende, afin de contribuer à la création de rapports commerciaux entre les pays de l'Extrême-Orient et le Saint-Empire romain germanique, dont relevait le royaume de Naples.
À partir de 1747 le Collegio dei Cinesi admet des jeunes issus de l'Empire ottoman (albanais, bosniaques, monténégrins, serbes, bulgares, libanais, grecs, égyptiens) qui reçoivent une formation religieuse en vue de missions évangéliques dans leur pays d'origine.
Après l'Unité italienne, le Collegio dei Cinesi est transformé en 1868 en Collège royal asiatique. À la section consacrée à la formation des missionnaires vient s'ajouter une section ouverte aux laïcs intéressés par l'étude des langues parlées en Asie orientale. L'arabe et le russe font déjà partie à cette époque des langues enseignées au Collège royal asiatique, puis, à partir de 1878, l'hindi, l'ourdou, le persan et le grec moderne.
En décembre 1888, une loi transforme le Collège royal asiatique en Institut oriental et entérine la suppression de la section dédiées aux missions religieuses.

## Départements
Elle comporte trois départements :
- Dipartimento di Studi Letterari, Linguistici e Comparati (études littéraires, linguistiques et comparées),
- Dipartimento di Scienze Umane e Sociali (sciences humaines et sociales),
- Dipartimento Asia Africa e Mediterraneo (Asie, Afrique et Méditerranée).

Le recteur actuel en est Roberto Tottoli.
11 277 étudiants, 312 personnels enseignants, 272 personnels administratifs, 36 diplômes délivrés.

## Bibliothèque
La bibliothèque de l'université de Naples - L'Orientale est subdivisée en trois sites : Corigliano, Duomo et Giusso. Elle dispose d'un catalogue en ligne de ses collections.

### Section Corigliano[2]
La section Corigliano dessert les départements Études asiatiques, Études et recherches sur l'Afrique et les pays arabes, Études sur le monde classique et la Méditerranée antique. Ses collections, pluridisciplinaires, comptent environ 300 000 monographies et 3 100 périodiques, dont :
- le fonds de livres rares et anciens, qui comprend les collections de la bibliothèque de l'ancien Collegio dei Cinesi ;
- 350 manuscrits relatifs au Moyen-Orient et à l'Extrême-Orient ;
- des collections en langue chinoise comprenant environ 2 000 volumes ;
- les fonds berbères et éthiopiens, à partir desquels tous les autres secteurs liés au continent africain se sont développés ;
- la documentation et les matériaux provenant des activités de fouilles archéologiques.

### Section Duomo[3]
La section dispose d'une collection d'environ 290 000 volumes et d'environ 2 400 périodiques. Les domaines culturels d'intérêt vont des domaines linguistiques et littéraires de l'Europe occidentale et des Amériques, aux domaines linguistiques, phonétiques, littéraires, artistiques, historiques, sociologiques et ethnographiques de l'Europe orientale (études slaves ; études des Balkans et de l'Europe du Sud-Est ; études baltes ; études finno-ougriennes ; études de la Russie et de l'URSS soviétique et post-soviétique).

### Section Giusso[4]
La section Palazzo Giusso comprend environ 120 000 volumes et 3 000 périodiques dans les disciplines suivantes : philosophie, pédagogie, psychologie, politique et polytologie, anthropologie, droit, économie, relations internationales.